# Баскапе
Баскап́е (італ. Bascapè, п'єм. Bascapè) — муніципалітет в Італії, у регіоні Ломбардія, провінція Павія.
Баскапе розташоване на відстані близько 460 км на північний захід від Рима, 21 км на південний схід від Мілана, 19 км на північний схід від Павії.
Населення — 1717 осіб (2014).

## Демографія
Населення за роками:

Станом на 1 січня 2023 року в муніципалітеті офіційно проживав 201 іноземець з 21 країни, серед них 27 громадян країн Євросоюзу та 4 громадяни України.

## Сусідні муніципалітети
- Карп'яно
- Казалетто-Лодіджано
- Казелле-Лурані
- Черро-аль-Ламбро
- Ландріано
- Торревеккія-Пія
- Валера-Фратта